# Francis Adams (pisarz)

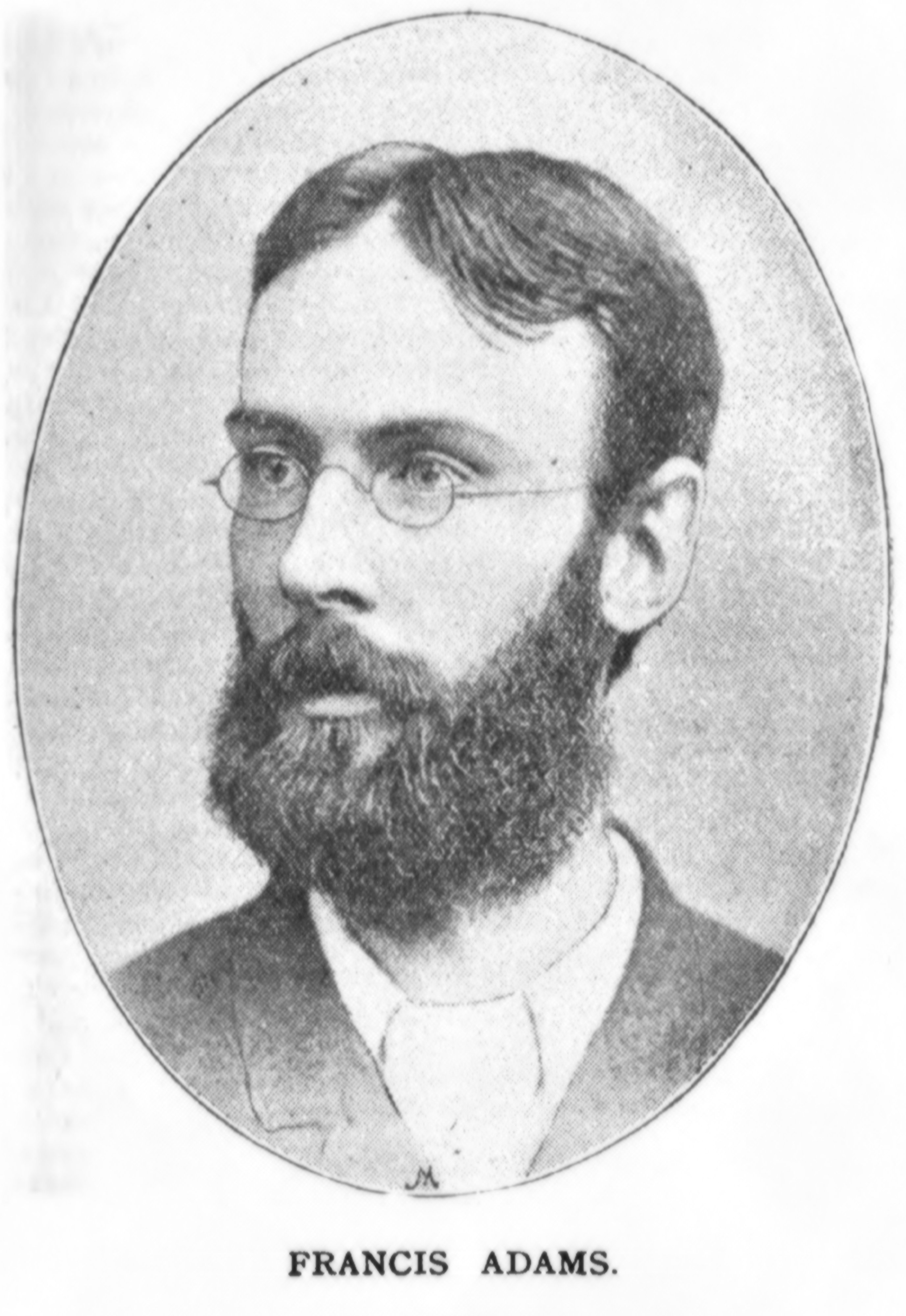
Francis Adams

Francis William Lauderdale Adams (ur. 27 września 1862, zm. 4 września 1893) – powieściopisarz i dziennikarz anglojęzyczny, działał w Australii.

## Dzieła
Wybrane utwory:
- Leicester, 1885, proza
- Songs of the Army of Night, 1888, poezja
- John Webb's End, 1891, proza
- Australian Life, 1892, proza
- The Melbournians, 1892, proza
- A Child of the Age, 1894, proza